# Rouli-roulant
Rouli-roulant ist ein in schwarz-weiß gedrehter Dokumentarfilm von 1966, der den Beginn des Skateboardens in Montreal, Kanada zeigt. Das Skateboarden, Mitte der 1960er Jahre eine neue Aktivität, wurde von Erwachsenen und der Polizei verpönt.
Der Film ist der erste kanadische Dokumentarfilm, der jemals über diesen Sport gedreht wurde. Er ist „allen Opfern von Intoleranz“ gewidmet.